# نيك بروملي
نيك بروملي (بالإنجليزية: Nick Bromley) هو منافس ألعاب قوى أسترالي، ولد في 28 مارس 1983.

## وصلات خارجية
- نيك بروملي على موقع الاتحاد الدولي لألعاب القوى (الإنجليزية)
- نيك بروملي على موقع اتحاد ألعاب الكومنولث (مؤرشف) (الإنجليزية)